# Tiwanaku

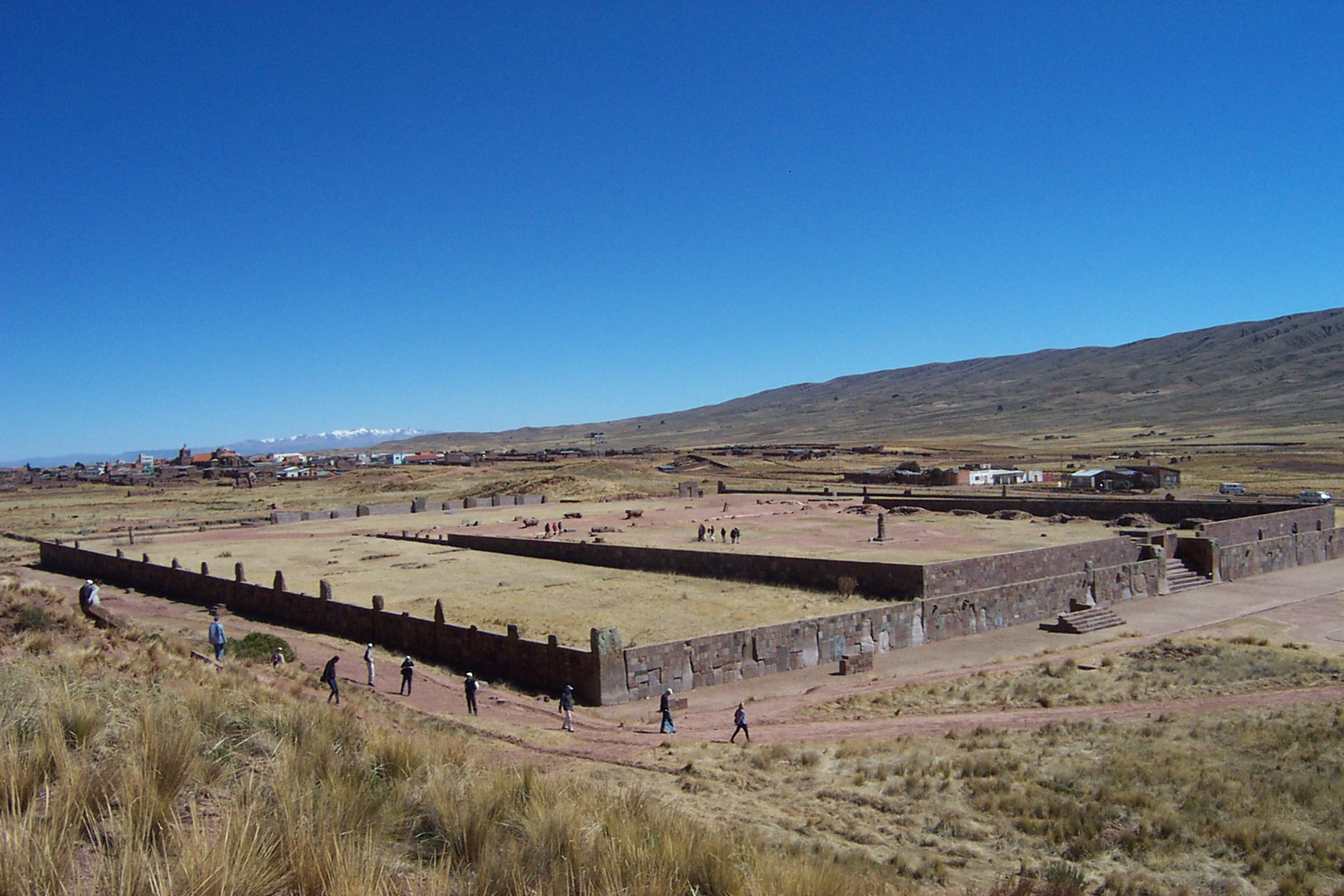
Kalasasaya

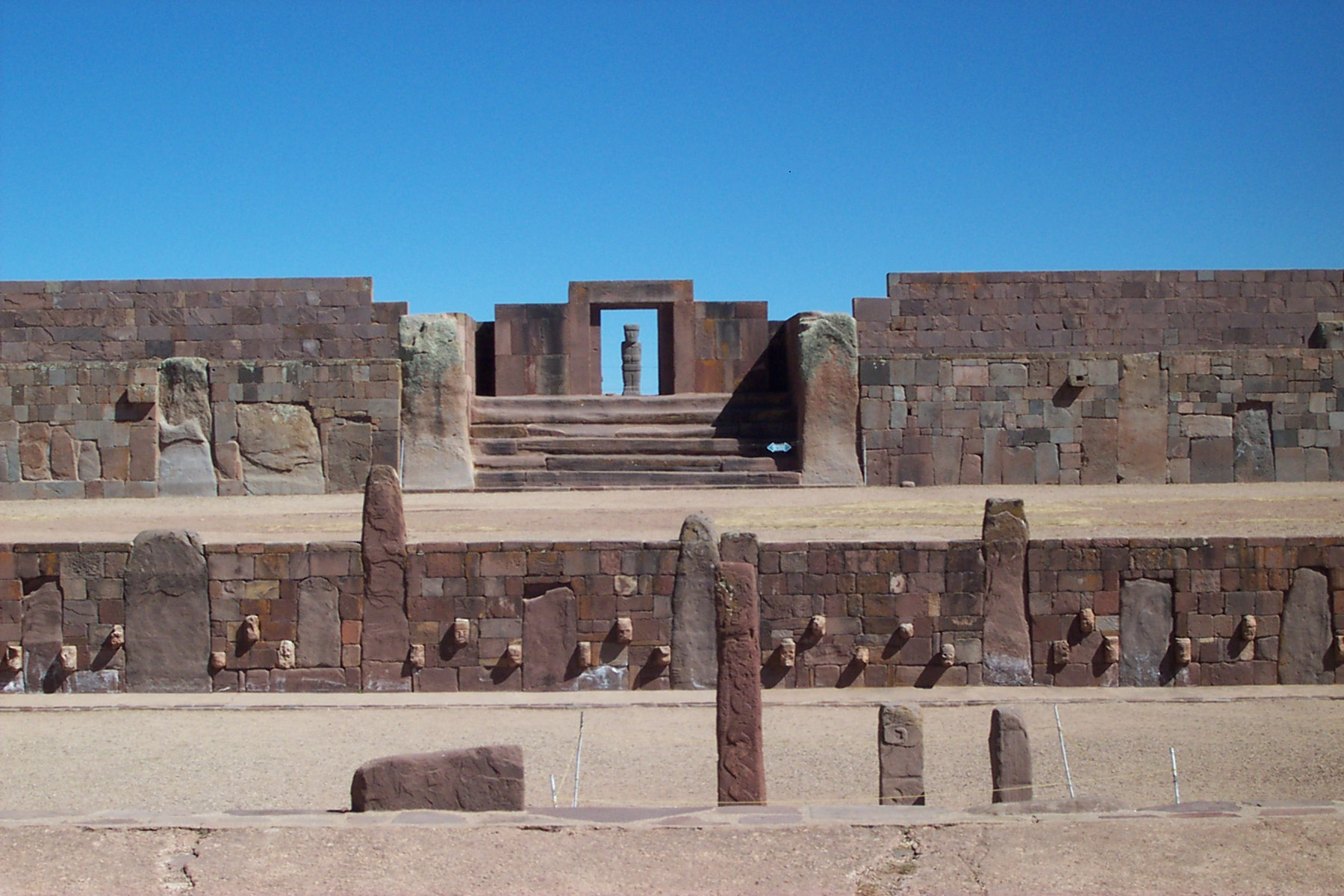
Verzonken Tempel

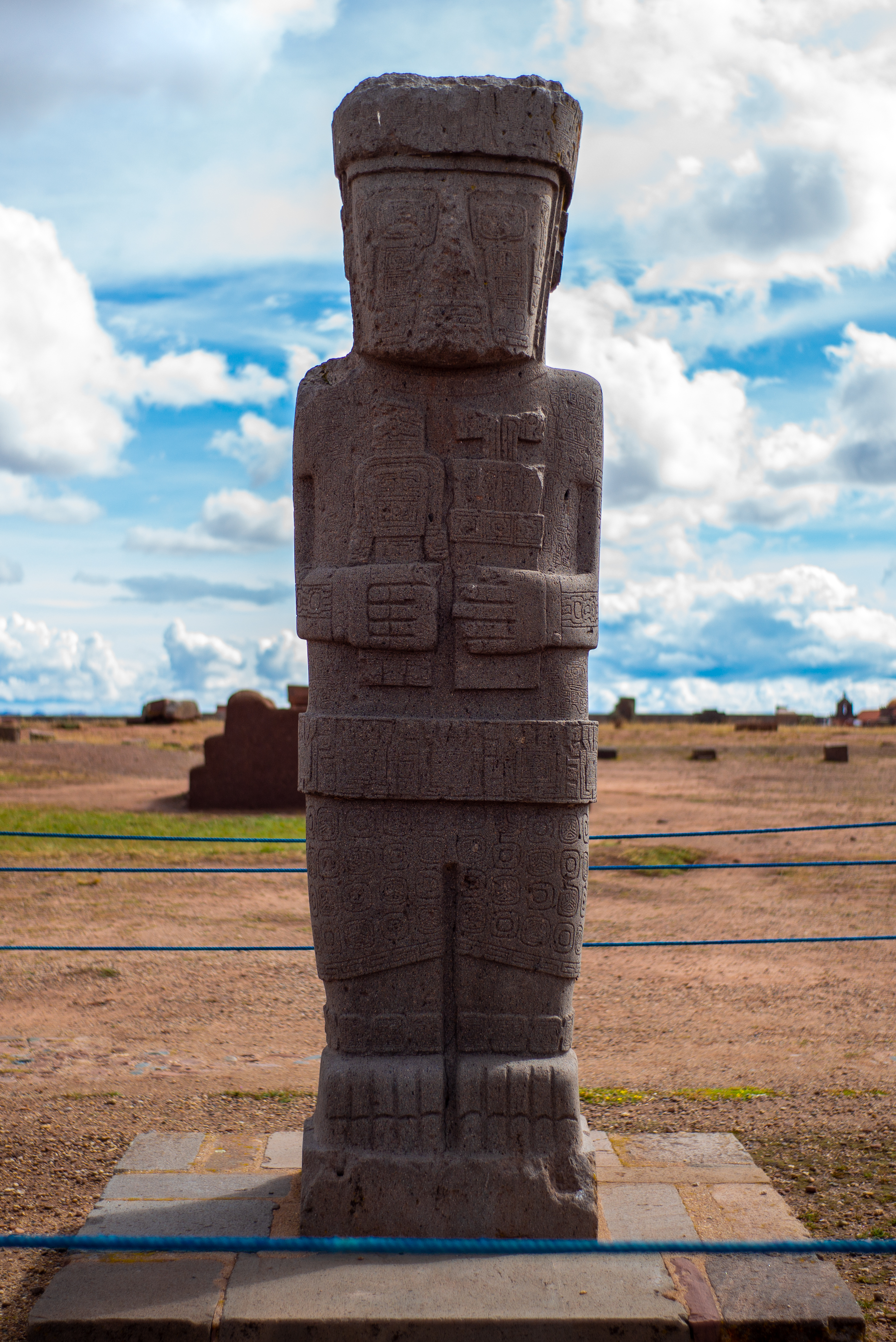
Monolithisch beeld op de Kalasasaya

Tiwanaku (oude schrijfwijze: Tiahuanaco) was een stad in het huidige Bolivia op een tiental kilometers van het Titicacameer. De stad is, net als het meer, gelegen op zo'n 4000 m hoogte op het Hoogland van Bolivia, de hoogvlakte van de Andes.

## Geschiedenis
Tiwanaku ontstond waarschijnlijk al voor het jaar 200 en was de hoofdstad van een rijk dat in zijn bloeitijd (tot ca. 1000) ruwweg de zuidelijke helft van het latere Incarijk beheerste, dat wil zeggen Zuid-Peru, Noord-Chili, een flink stuk van Bolivia en een deel van Noord-Argentinië. De noordelijke helft van het latere Incarijk werd beheerst door het in het huidige Peru gelegen rijk van de Wari, Tiwanaku's grote rivaal. Het Tiwanakurijk telde waarschijnlijk zo'n miljoen onderdanen en de Inca's beschouwden zich later als afstammelingen van deze beschaving.
Er is wel gedacht dat de hoofdstad Tiwanaku aan de oever van het Titicacameer lag, maar onderzoek naar sedimenten in het meer bevestigt dit niet. Toch moet de stad goede water- en voedselvoorzieningen gehad hebben in een gebied waar de huidige Aymara, die de directe nazaten zijn, maar een karig bestaan hebben. In de regentijd is er voldoende water maar er zijn ook droge tijden die de bewoners door moeten zien te komen. Honger is geen zeldzaamheid. Bovendien kan in dit hooggelegen gebied het plotseling optreden van vorst vernietigend werken op de oogst.

### Bouwwerken
De stad bevatte onder andere een tempel, de "Verzonken Tempel", die er met zijn gouden versierselen en zijn gebeeldhouwde versieringen, indrukwekkend moet hebben uitgezien. Er was een ceremonieel plein van 135 m bij 130 m, Kalasasaya geheten. Dit plein had verschillende monolithische steles onder meer in de vorm van menselijke figuren. Bijzonder fraai is ook de monolithische "Zonnepoort", die versierd is met figuren en tekens die waarschijnlijk een kalenderfunctie hadden. Totdat de poort in de 20e eeuw verplaatst werd, scheen de zon er bij de zonnewende doorheen.
Er was ook een tweetal piramides, de Akapana en de Puma Punku, die een gezamenlijke ceremoniële functie gehad moeten hebben.

### Water als zonnecollector
Er zijn bijzonder kundig gebouwde kanalen die als leidingen de piramide invoeren en volgens wetenschappers werd het element water samen met de zon als goddelijk vereerd. Naast astronomie en geneeskunst moet de waterbouwkunde op een hoog peil gestaan hebben. Buiten de stad is er de Pampa Koani, een gebied doorsneden met (nu droogliggende) sloten met smalle stroken opgehoogd land ertussen. Het leek waarschijnlijk dat irrigatie een van de redenen was voor dit ingewikkelde systeem, maar toen een deel ervan weer in ere hersteld werd bleek dat er een andere functie van het vele water was: het functioneerde als zonnecollector. Bij een flinke nachtvorst die de andere boeren tot wanhoop bracht, bleef dit gedeelte onaangetast. Sindsdien is gebleken dat deze velden een tot zeven maal hogere opbrengst kunnen hebben dan de traditionele velden van de Aymara. De verering van zon en water was dus ook gestoeld op heel praktische overwegingen: de beschaving hing van de wisselwerking van de twee af en met name het bijzondere vermogen van water om veel warmte op te slaan (water heeft een hoge soortelijke warmte).

### Ondergang
Waarschijnlijk is er rond het jaar 1000 een lokale klimaatverandering geweest die een droogteperiode van circa 80 jaar inluidde. Zonder water werkte het systeem niet, hetgeen bijgedragen kan hebben aan de ondergang van de beschaving. Er zijn echter ook aanwijzingen van geweld en mensenoffers uit de eindfase van de Tiwanakubeschaving. Van alle hoogontwikkelde beschavingen is dit wellicht degene waar het minst van bekend is. Het onderzoek ernaar is niet alleen van academisch belang maar is al begonnen veranderingen aan te brengen in de lokale economie.

## Heden
De huidige archeologische locatie, gelegen in de gemeente Tiahuanacu, staat op de UNESCO Lijst van Werelderfgoed.
Vanwege de historische betekenis van Tiwanaku heeft de op 18 december 2005 gekozen nieuwe president van Bolivia Evo Morales, aan de vooravond van zijn inauguratie op 21 januari 2006, een religieuze ceremonie bijgewoond in Tiwanaku. Evo Morales is de eerste indiaanse president van Bolivia en een afstammeling van de Aymara, de nazaten van het volk van Tiwanaku.